# Agrocybe
Agrocybe is een geslacht van schimmels behorend tot de familie Strophariaceae. De typesoort is Agrocybe praecox (Vroege Leemhoed). Het geslacht komt wereldwijd voor. Het zijn paddenstoelen met kleine tot middelgrote, vlezige vruchtlichamen. Ze hebben bolle hoeden, brede lamellen en bleke stelen. De soorten voeden zich allemaal met dood plantenweefsel. De vruchtlichamen worden daarom meestal aangetroffen in velden, weilanden, bij parkeerplaatsen, op composthopen of minder vaak op dood hout.

## Soorten
Volgens Index Fungorum telt het geslacht 113 soorten (peildatum april 2023):
| Soortnaam                             | Auteur(s)                                        | Publicatiejaar |
| ------------------------------------- | ------------------------------------------------ | -------------- |
| Agrocybe acericola                    | (Peck) Singer                                    | 1950           |
| Agrocybe allocystis                   | Singer                                           | 1969           |
| Agrocybe amara                        | Singer                                           | 1942           |
| Agrocybe amoena                       | (Weinm. ex Fr.) Singer                           | 1936           |
| Agrocybe aporata                      | Watling & S.P. Abraham                           | 1986           |
| Agrocybe arvalis (Knolletjesleemhoed) | (Fr.) Singer                                     | 1936           |
| Agrocybe attenuata                    | (Kühner) P.D. Orton                              | 1960           |
| Agrocybe autumnalis                   | (Velen.) Kuyper                                  | 1985           |
| Agrocybe avellanea                    | (Murrill) Watling                                | 1977           |
| Agrocybe badia                        | (Petch) Pegler                                   | 1986           |
| Agrocybe besseyi                      | (Peck) E.F. Malysheva, G. Moreno & M. Villarreal | 2019           |
| Agrocybe bokotensis                   | (Beeli) Watling                                  | 1973           |
| Agrocybe broadwayi                    | (Murrill) Dennis                                 | 1953           |
| Agrocybe brunneola                    | (Fr.) Bon                                        | 1980           |
| Agrocybe calicutensis                 | K.A. Thomas & Manim.                             | 2003           |
| Agrocybe carbonicola                  | Migl. & Coccia                                   | 1993           |
| Agrocybe carneobrunnea                | Watling                                          | 1973           |
| Agrocybe carolae                      | Arras, Brotzu, Contu & Piga                      | 1998           |
| Agrocybe chaxingu                     | N.L. Huang                                       | 1991           |
| Agrocybe chrysocystidiata             | Guzmán & V. Mora                                 | 1984           |
| Agrocybe collybiiformis               | (Murrill) Singer                                 | 1951           |
| Agrocybe coniferarum                  | Raithelh.                                        | 1986           |
| Agrocybe coprophila                   | Singer                                           | 1945           |
| Agrocybe cubensis                     | (Murrill) Singer                                 | 1978           |
| Agrocybe cyanescens                   | Contu                                            | 1997           |
| Agrocybe deceptiva                    | (T.J. Baroni) E.F. Malysheva & G. Moreno         | 2019           |
| Agrocybe dennisii                     | Watling                                          | 1977           |
| Agrocybe dura (Barstende leemhoed)    | (Bolton) Singer                                  | 1936           |
| Agrocybe earlei                       | (Murrill) Dennis ex Singer                       | 1978           |
| Agrocybe edulis                       | (Peck) Watling                                   | 1977           |
| Agrocybe elatella (Moerasleemhoed)    | (P. Karst.) Vesterh.                             | 1989           |
| Agrocybe elegantior                   | Watling                                          | 1973           |
| Agrocybe farinacea                    | Hongo                                            | 1957           |
| Agrocybe fimicola                     | (Speg.) Singer                                   | 1952           |
| Agrocybe firma (Donkere leemhoed)     | (Peck) Singer                                    | 1940           |
| Agrocybe gasteromycetoides            | Watling                                          | 1977           |
| Agrocybe guruvayoorensis              | K.A. Thomas & Manim.                             | 2003           |
| Agrocybe hesleri                      | Watling                                          | 1977           |
| Agrocybe holophlebia                  | (Berk. ex Cooke) E. Horak                        | 1979           |
| Agrocybe hortensis                    | (Burt) Singer                                    | 1978           |
| Agrocybe howeana                      | (Peck) Singer                                    | 1951           |
| Agrocybe illicita                     | (Peck) Watling                                   | 1977           |
| Agrocybe indica                       | Watling & S.P. Abraham                           | 1986           |
| Agrocybe insignis                     | Singer                                           | 1945           |
| Agrocybe irritans                     | Raithelh.                                        | 1984           |
| Agrocybe karelica                     | Singer                                           | 1945           |
| Agrocybe karnatakensis                | Sathe & S.M. Kulk.                               | 1981           |
| Agrocybe lazoi                        | Singer                                           | 1969           |
| Agrocybe leechii                      | (A.H. Sm.) Watling                               | 1975           |
| Agrocybe lenticeps                    | (Peck) Singer                                    | 1973           |
| Agrocybe liberata                     | (Kalchbr.) E.F. Malysheva                        | 2019           |
| Agrocybe limonia                      | Pegler                                           | 1965           |
| Agrocybe ludoviciana                  | (Murrill) Hauskn., Krisai & Voglmayr             | 2004           |
| Agrocybe malesiana                    | Watling                                          | 1994           |
| Agrocybe manihotis                    | Pegler                                           | 1968           |
| Agrocybe media                        | Hongo                                            | 1972           |
| Agrocybe metuloidiphora               | Ballero, Contu & Martis                          | 1991           |
| Agrocybe microspora                   | Singer                                           | 1978           |
| Agrocybe molesta                      | (Lasch) Singer                                   | 1978           |
| Agrocybe mullauna                     | Grgur.                                           | 1997           |
| Agrocybe munnarensis                  | K.A. Thomas & Manim.                             | 2003           |
| Agrocybe musae                        | (Earle) Pegler                                   | 1987           |
| Agrocybe musicola                     | Natarajan & Purush.                              | 1989           |
| Agrocybe neocoprophila                | Singer                                           | 1954           |
| Agrocybe occidentalis                 | Watling & H.E. Bigelow                           | 1983           |
| Agrocybe ochracea (Okeren leemhoed)   | Nauta                                            | 2004           |
| Agrocybe ochraceobrunnea              | Watling                                          | 1973           |
| Agrocybe olida                        | (Cooke & Massee) Pegler                          | 1965           |
| Agrocybe olivacea                     | Watling & G.M. Taylor                            | 1987           |
| Agrocybe ombrophila                   | (Weinm.) Konrad & Maubl.                         | 1949           |
| Agrocybe pallida                      | (Murrill) Watling                                | 1977           |
| Agrocybe paludosa                     | (J.E. Lange) Kühner & Romagn. ex Bon             | 1987           |
| Agrocybe paradoxa                     | Singer                                           | 1973           |
| Agrocybe parrumbala                   | Grgur.                                           | 1997           |
| Agrocybe pascuensis                   | (Murrill) Watling                                | 1981           |
| Agrocybe pediades (Grasleemhoed)      | (Fr.) Fayod                                      | 1889           |
| Agrocybe peradenica                   | Pegler                                           | 1986           |
| Agrocybe platysperma                  | (Peck) Singer                                    | 1973           |
| Agrocybe praecox (Vroege leemhoed)    | (Pers.) Fayod                                    | 1889           |
| Agrocybe praemagna                    | M.M. Moser & E. Horak                            | 2006           |
| Agrocybe procera                      | Singer                                           | 1969           |
| Agrocybe pruinatipes                  | (Peck) Watling                                   | 1977           |
| Agrocybe pseudoerebia                 | Har. Takah.                                      | 2001           |
| Agrocybe puiggarii                    | (Speg.) Singer                                   | 1951           |
| Agrocybe pusiola (Dwergleemhoed)      | (Fr.) R. Heim                                    | 1934           |
| Agrocybe putaminum (Fluweelleemhoed)  | (Maire) Singer                                   | 1936           |
| Agrocybe recalva                      | (Lasch) Singer                                   | 1986           |
| Agrocybe retigera                     | (Speg.) Singer                                   | 1951           |
| Agrocybe rivulosa (Geaderde leemhoed) | Nauta                                            | 2003           |
| Agrocybe sacchari                     | (Murrill) Dennis                                 | 1953           |
| Agrocybe setulosa                     | G. Moreno & Barrasa                              | 1984           |
| Agrocybe smithii                      | Watling & H.E. Bigelow                           | 1983           |
| Agrocybe sororia                      | (Peck) Singer                                    | 1978           |
| Agrocybe splendida                    | Clémençon                                        | 1977           |
| Agrocybe splendidoides                | Migl. & Coccia                                   | 1993           |
| Agrocybe stepposa                     | Svrček                                           | 1983           |
| Agrocybe stercoraria                  | Pegler                                           | 1977           |
| Agrocybe subamara                     | (Murrill) Watling                                | 1977           |
| Agrocybe subsiparioides               | (Murrill) Watling                                | 1977           |
| Agrocybe tabacina                     | (DC.) Konrad & Maubl.                            | 1949           |
| Agrocybe tibetensis                   | (Massee) Guzmán                                  | 1978           |
| Agrocybe tropicalis                   | (Speg.) Guzmán                                   | 1978           |
| Agrocybe tucumana                     | Singer                                           | 1973           |
| Agrocybe tunicola                     | Grgur.                                           | 1997           |
| Agrocybe underwoodii                  | (Murrill) Singer                                 | 1962           |
| Agrocybe vermiflua                    | (Peck) Watling                                   | 1977           |
| Agrocybe vervacti (Gelige leemhoed)   | (Fr.) Singer                                     | 1936           |
| Agrocybe viscosa                      | Singer                                           | 1969           |
| Agrocybe washingtonensis              | (Murrill) Watling                                | 1977           |
| Agrocybe wayanadensis                 | K.A. Thomas & Manim.                             | 2003           |
| Agrocybe xanthocystis                 | Bon & Jamoni                                     | 1993           |
| Agrocybe xerophytica                  | Singer                                           | 1959           |
| Agrocybe xuchilensis                  | (Murrill) Singer                                 | 1958           |